# Thibert (comte de Provence)
Pour les articles homonymes, voir Thibert.
Thibert (c.860-c.910), parfois appelé Teutbert d’Avignon, est comte de Provence de la fin du IXe siècle.

## Biographie

### Origine
Thibert serait originaire d’une famille viennoise issue d’un vicomte de la cité, peut être Arnoux de Vienne.

### Un fidèle de Boson et un soutien de Louis
Thibert est un fidèle de Boson dont il a reçu en fief, Mantaille en Viennois. 
Pendant la minorité du fils de Boson Louis, Thibert, avec les évêques de Vienne et de Lyon, assiste Ermengarde, la régente de Provence. René Poupardin précise qu'à cette époque Thibert est comte d'Avignon et d'Apt.
Il apparait ensuite comme comte de Provence dès 890 lorsqu’il accompagne au plaid de Varennes, ce même Louis, appelé par la suite Louis III l'Aveugle.
En 896, Thibert déclare que l’église d’Apt, sans doute « tombée » dans son comitatus par confusion du fisc et des biens de l’Église, a été ruinée « tant par les barbares que par la méchanceté de certains chrétiens » faisant probablement référence aux exactions des bandes de sarrasins qui, à partir de La Garde-Freinet, ravagent la Provence orientale et des Bourguignons, c’est-à-dire les proches d’Hugues d'Arles, fils du bosonide Théobald d'Arles qui s'était battu au côté de Boson dans les années 880-881 et cousin du roi Louis. 
Louis se décharge sur le comte Thibert de l'administration de son royaume, notamment lors de ses expéditions en Italie. À ce titre, Thibert intervient dans plusieurs cités, en particulier à Apt en 896, puis Arles, Avignon et Marseille en 904, où il dispose de la terre comtale. En ce qui concerne Marseille il s’agit certainement « d’un accaparement sans vergogne où l’enrichissement hâtif a plus de part que le souci de l’administration publique ». À cette époque, vers 903-905, Thibert se serait donc probablement rapproché d’Hugues, le nouvel homme fort du Royaume.

### S’efface devant Hugues d’Arles
Mais, dès 905, Thibert disparait devant Hugues. On le voit toutefois jusqu’en 908 ou, selon Paul-Albert Février, jusque vers 910, c’est-à-dire pratiquement jusqu’en 911, date à laquelle le comté de Provence échoit à Hugues qui s’installe à Arles. On ignore par la suite s’il vécut et ce qu’il fit.

### Sources et bibliographie
- René Poupardin – Le Royaume de Provence sous les Carolingiens – Lafitte Reprints, 1974 (réédition 1901)
- Jean-Pierre Poly – La Provence et la société féodale 879-1166 – Bordas, Paris, 1976 –  (ISBN 2040077405)
- Paul-Albert Février  (sous la direction de)  -  La Provence des origines à l’an mil – Editions Ouest-France, 1989 -   (ISBN 2737304563)
- Pierre Riché - Les Carolingiens, une famille qui fit l'Europe - Hachette littérature, Paris, 1997 (1re édition 1983) -  (ISBN 2012788513)
- Florian Mazel –  « Les Comtes, les grands et l'Église en Provence autour de l'an Mil », Le Royaume de Bourgogne autour de l'an Mil - Université de Savoie, 2008 – ISBN ?